# 吉安·弗朗切斯科·朱迪切
吉安·弗朗切斯科·朱迪切（義大利語：Gian Francesco Giudice，1961年1月25日—），意大利理論物理學家，在歐洲核子研究組織從事粒子物理學與宇宙學工作，现任该组织理论物理部主任。

## 职业生涯
朱迪切在帕多瓦大學和意大利的里雅斯特国际高等研究学校學習理論物理學。他曾在費米國立加速器實驗室，奧斯汀德克薩斯大學和歐洲核子研究組織工作，任職理論物理系總監。他以超對稱和希格斯玻色子的研究而聞名。他是一本關於大型強子對撞機物理學的熱門科學書的作者，題為 A Zeptospace Odyssey。

## 書籍
- . Oxford University Press. 2010. ISBN 9780199581917.

## 外部連結
- TED演讲 （页面存档备份，存于）
- A Zeptospace Odyssey